# Philipp Jacob Spener
Philipp Jacob Spener, född 13 januari 1635 i Rappoltsweiler (Ribeauvillé) i Elsass (Alsace), död 5 februari 1705 i Berlin, var en teolog, genealog och heraldiker, ansedd som pietismens grundare.

## Pietismen
Pietismen som reformrörelse inom den lutherska kyrkan fick sin början genom Philipp Jacob Spener (1635-1705) och hans vän Johann Jakob Schütz (1640-1690). Det startade med en liten diskussionsgrupp (konventikel) som samlades i Speners ämbetsrum 1671 och en programförklaring, Pia desideria (Fromma önskningar) som han kort därefter (1675) utgav. Viktiga impulser för reformarbetet torde Spener fått under sina teologiska studier i Strassburg av Johann Schmidt (1594-1658) och från tiden som predikant i Frankfurt am Main åren 1666-1686. Det avgörande inflytande bör dock ses i traditionen från Johann Arndt (1555-1621) och dennes författarskap, framförallt Fyra böcker om en sann kristendom (1605-10; sv. övers. 1647-8) som Spener höll som den viktigaste boken för kristen vägledning vid sidan om Bibeln.
Speners Pia desideria var i sig inget originellt arbete – skriften utgjorde egentligen ett företal till en postilla av Arndt – men innehöll två nya element som kom att utmärka pietismen som rörelse. Det första var hans förslag att fromma skulle grunda mindre församlingar inom kyrkan, ecclesiola in ecclesia. Det andra att han ville införa i lutherdomen ett ”hopp om en bättre tid”, d. v. s. tanken om en förberedande tusenårsperiod (kiliasm) innan den yttersta domen. Det var med detta senare motiv som han starkast kom att skilja sig från den lutherska ortodoxin och vinna sympatier från de av kyrkan förföljda sekterna.

## Heraldik och genealogi
Spener kan ses som grundare av den vetenskapliga heraldiken och gjorde också betydande insatser för genealogin.[källa behövs]